# All-cis-Hexafluorcyclohexan
all-cis-Hexafluorcyclohexan ist eine chemische Verbindung mit einem sehr hohen Dipolmoment.

## Eigenschaften
Mit einem Dipolmoment von 6,2 Debye ist nach bisherigen Erkenntnissen all-cis-Hexafluorcyclohexan die polarste nichtionische, vollständig gesättigte Verbindung.
Die polarste nichtionische Verbindung, die gegenwärtig bekannt ist, ist mit einem Dipolmoment von 14,1 Debye hingegen 5,6-Diaminobenzo-1,2,3,4-tetracarbonitril.